# JTAS
JTAS（ジェイタス、Japan Triage and Acuity Scale）は、カナダで10年以上の開発・運用実績のある救急外来での救急外来患者緊急度判定（トリアージ）システムであるCTASを日本語化したものである。CTASは、従来、戦争や災害時の医療で用いられてきたトリアージの概念を、一般の救急医療、救急外来における患者緊急度判定に導入する研究によるものでカナダでは実際に運用されている。カナダではインターネットで住民に公開されており、患者のサイドでも本システムを利用することが可能である。

## JTAS開発
JTASプロジェクトは日本臨床救急医学会JTAS委員会により推進されたプロジェクトで、1）冊子体とネット版でのCTAS翻訳版の刊行、2）CTASプロバイダマニュアルの翻訳出版、3）CTASプロバイダーコース（直訳版）の開催、を進め、2012年4月にJTAS2012を、2017年5月に改訂版であるJTAS2017を公開した。

## JTASオンライン研修コース
2019年より続く新型コロナウィルスによるパンデミックのため、従来型の集合研修の開催は不可能となり、JTAS研修コースのオンライン化を進めており、一般社団法人臨床教育開発推進機構の支援を受けて、インターネット回線スピードテスト／Zoom操作手順説明動画を用いたオンラインのJTASを2021年より開始している。

## 院内トリアージ実施料との関連
JTASは、日本の救急外来の診療と看護の質の向上を目指した教育・学習体系であり、JTAS研修を受講することが保健診療上の院内トリアージ実施料の請求と直結するものではないが、院内トリアージをより的確に行うためにはJTAS研修の受講が推奨される。保険請求上の諸問題は院内トリアージ実施料の項を参照のこと。